# Tswa jezik
Tswa jezik (kitshwa, sheetshwa, shitshwa, tshwa, xitshwa; ISO 639-3: tsc), nigersko-kongoanski jezik iz južne Afrike, posebno u Mozambiku, 1 160 000 govornika (2006) u provinciji Inhambane, svega 20 000 u Južnoafričkoj Republici (2006) i nešto u Zimbabveu. Donekle razumljiv jezicima ronga [rng] i tsonga [tso], s kojima čini podskupinu Tswa-Ronga (S.50), centralna bantu skupina.
Ima više dijalekata: hlengwe (lengwe, shilengwe, lhengwe, makwakwe-khambana, khambana-makwakwe, khambani), tshwa (dzibi-dzonga, dzonga-dzibi, dzivi, xidzivi), mandla, ndxhonge, nhayi. Pismo: latinica.

## Vanjske poveznice
- Ethnologue (14th)
- Ethnologue (15th)